# Sammi Cheng
Sammi Cheng (Hong Kong, 19 de agosto de 1972), es una cantante cantopop,  actriz cantonesa y una de las artistas de éxito en la industria de la música de Hong Kong. Sammi ha sido reconocida como una de las divas más importantes y una de las intérpretes de más éxito durante la década de los años 1990. Sus álbumes discográficos ha alcanzado unas ventas superiores a 25 millones de copias en el continente asiático y el Pacífico. Fue nominada por los medios de comunicación como la "Reina Cantopop".
Sammi Cheng ha sido reconocida por sus mejores álbumes de ventas locales y por su prestigiosa voz femenina. De 1993 a 2010, Cheng ganó un total de 12 premios a las mejores vocalistas femeninas, y otros 14 Premios a la Mejor Vocalista Local y tiene 7 álbumes que son El Lanzamiento Cantonés de Mejores Ventas del año. Anteriormente había ganado también el Premio a la Artista Femenina Más Popular de Hong Kong en la presentación anual de los Premios Top Ten Jade Solid Gold por tres veces, y en un año también ganó el Premio Gold Song Gold, el premio de mayor rango que es el último que se entrega en la ceremonia. También recibió el Premio Honorífico a la Trayectoria de la Cantante Femenina en los Premios Metro Radio Hits 2011. Además, ha obtenido numerosos galardones en diversos premios musicales chinos celebrados en Asia.
Ha producido más de 80 álbumes de estudio, 10 álbumes de conciertos en directo, más de 130 singles (canciones) y más de 30 versiones, y ha recibido numerosos premios de interpretación y canto. También ha protagonizado más de 35 películas y 7 series de televisión (en sus primeros años) y ha dado unos 200 conciertos hasta la fecha, con más de 12 giras. Es una de las artistas femeninas con más conciertos en el Coliseo de Hong Kong, con 102.

## Biografía
Sammi Cheng se llamaba anteriormente Twinnie Cheng. Contrariamente a la creencia popular, "Twiny" no es su nombre de nacimiento. El nombre surgió cuando Sammi todavía estaba en la escuela y su profesora de inglés quería que todos en la clase tuvieran un nombre en inglés. Cuando Sammi recurrió a su hermana en busca de ayuda, a su hermana se le ocurrió el nombre "Twiny". El nombre se cambió más tarde a "Sammi" ya que "Sammi" suena un poco como "Sau Man". Cheng recibió su educación en la Escuela Primaria SKH St. Peter y en la Escuela Secundaria Gubernamental Tang Shiu Kin Victoria .
Tiene tres hermanas y un hermano. Dos de sus hermanas son gemelas.

## Trayectoria

### Musical
Sammi Cheng ingresó a la industria del entretenimiento a la edad de 16 años a través de los premios New Talent Singing Awards en 1988. Aunque quedó en tercer lugar en la competencia, la compañía discográfica patrocinadora Capital Artists vio su potencial y le ofreció un contrato de grabación. Cheng en ese momento todavía estaba en la escuela y tuvo que equilibrar sus estudios con su creciente carrera como cantante. Sammi lanzó 3 álbumes de estudio completos antes de dejar la escuela:  Sammi, Holiday y Never Too Late. Uno de sus primeros premios importantes fue el RTHK Top 10 Gold Songs Awards de 1990, donde fue reconocida como la mejor nueva promesa.
Aprovechó la atención que recibió de su dueto con el artista Andy Hui, "¿Realmente me tienes en tu corazón?". (其實你心裡有沒有我), ganando el premio Jade Solid Gold Top 10 de 1993 con esa canción. Cheng luego pasó por una transformación, tiñéndose el cabello de naranja, cambiando su estilo. También se lanzó su cuarto álbum de estudio "Sammi's Happy Maze" (鄭秀文的快樂迷宮), que incluye el exitoso sencillo "Chotto Matte" (Chotto 等等), que significa "espera un momento" en japonés. Su nueva imagen encajaba bien con el nuevo sencillo, que era una nueva versión de una canción japonesa de Maki Ohguro . El éxito ayudó a Sammi e impulsó su carrera como cantante. En 1994 continuó sacando provecho de su nueva imagen salvaje. Su primer álbum de ese año fue "Big Revenge" (大報復). El álbum incluía el éxito "Ding Dong" (叮噹), que se convirtió en una de las canciones emblemáticas de Sammi. Pero con su nueva fama también hubo una gran reacción de los medios. Los críticos argumentaron que Sammi occidentalizó deliberadamente su cantonés . En lugar de decir "Ding Dong", Sammi lo pronunció como "Deen Dong". A pesar de las críticas, la canción fue una de las canciones bailables más populares de ese año. En 1994, el corte picante y controvertido de "Ten Commandments" (十誡) fue prohibido en la radio durante unos días después de su reproducción inicial de la pista, incluidos pequeños fragmentos de lo que puede reconocerse como banda sonora pornográfica. En 1995, Cheng desapareció de la vista del público durante casi medio año. Más tarde ese año, se reveló que Warner Music Group la había contratado. Dejó que el color de su cabello volviera a ser negro y abandonó temporalmente la imagen salvaje que solía tener.
En la década de 1990, otra estrella femenina, Faye Wong, fue una de sus principales rivales. Cuando estaban juntos en el escenario, eran fríos el uno con el otro. La rivalidad se confirmó en la noche de los premios musicales TVB de 1999 . Tanto Wong como Cheng estaban dispuestos a sentarse uno al lado del otro detrás del escenario. Cheng evitó a Wong saliendo repetidamente del escenario para arreglar su maquillaje. Además, sus fanes estaban enojados y sisearon a Faye Wong cuando subió al escenario para recibir un premio. La propia Wong ha insistido en que la rivalidad no era cierta y que era amistosa con Cheng.
En julio de 2004, realizó 7 noches de conciertos "Sammi Vs Sammi" en Hong Kong. También rompió el récord de ser la cantante más joven en realizar más de 50 noches de concierto acumuladas en la ciudad.
Desde diciembre de 2014 hasta enero de 2015, realizó 12 noches de conciertos 'Touch Mi' en el Coliseo de Hong Kong. También invitó a estrellas de peso pesado a ser los invitados de sus conciertos, incluidos Andy Lau, Jacky Cheung, Leon Lai, Ekin Cheng, Louis Koo, Nick Cheung y Eason Chan. Su concierto 'Touch Mi' se extiende a la gira mundial en 2015 y 2016 con 4 shows en Genting (Malasia), 3 shows en Macao (China), 3 shows en Singapur, 2 shows en Guangzhou (China), 1 show en Foshan (China) ), 1 show en Melbourne (Australia), 2 shows en Sídney (Australia), 1 show en Shenzhen (China), 1 show en Londres (Reino Unido). Su gira mundial 'Touch Mi' concluyó en Hong Kong con otros 8 espectáculos en septiembre de 2016, por lo que su número total de espectáculos para esta gira mundial asciende a 38. Algunas de sus nuevas estrellas invitadas en los shows de Touch Mi 2 Hong Kong son Dayo Wong, Dicky Cheung, Francis Ng y Alex To.
En 2017, realizó una serie de giras de mini conciertos titulada Naked. Sammi en Taiwán y China. Además, realizó un mini concierto privado en Macao, titulado Sammi Cheng VIP Music Private Enjoy Show . Realizó un concierto Sidetrack Birthday Gig de un solo espectáculo en Macao el 19 de agosto de 2018 junto con su 46 cumpleaños como un regalo para sus aficionados. En el mismo año colabora por primera vez con la banda de rock taiwanesa 831, lanzando su nueva versión de la canción "眉飛色舞Plus" (Eyebrow Dance Plus).
Junto con su 30 aniversario en la industria del entretenimiento, se organiza su décima gira mundial de conciertos, que comenzó con 13 espectáculos en el Coliseo de Hong Kong en julio de 2019. De este modo, el total de sus actuaciones en el Coliseo de Hong Kong superó la marca de 100, con 102.
Con motivo de su 49º cumpleaños en 2021, organizó un concierto de un solo pase "Listen to Mi Birthday Gig" en Hong Kong el 18 de agosto de 2021.

### Actuación
La carrera actoral de Cheng comenzó con la serie de TVB A Life of His Own (浪族闊少爺) en 1991. Un año después, comenzó su carrera cinematográfica con la película Best of the Best (飛虎精英之人間有情) en 1992 con la también estrella del cantopop Jacky Cheung. Ella seguiría con otra película de comedia Feel 100% (百分百感覺) con Ekin Cheng y Gigi Leung.
A fines de la década de 1990, durante el declive de la industria cinematográfica de Hong Kong, protagonizó la película Needing You... del director Johnnie To, coprotagonizada por Andy Lau y la película Summer Holiday en 2000. Las películas fueron éxitos de taquilla en todas las regiones del sudeste asiático, y Hong Kong acumuló casi 60 millones de dólares de Hong Kong en taquilla. El que te necesita. . . VCD recibió un récord agotado de más de 200.000 copias. A partir de esta película, también fue nominada a "Mejor actriz", además de participar en la interpretación de la "Mejor canción de película original" en el Premio de Cine de Hong Kong de 2001. Tras el éxito de esas películas, protagonizó algunas más, como Wu Yen, Love on a Diet, Marry a Rich Man, My Left Eye Sees Ghosts y muchas más. En el 62º Festival Internacional de Cine de Venecia, Cheng fue una de las favoritas al premio a la "Mejor actriz" por la película Everlasting Regret en 2005. Otras candidatas al premio fueron Monica Bellucci, Gwyneth Paltrow, Lee Young-ae e Isabelle Huppert.

### Publicidad
En sus muchos años de presencia activa en la industria del entretenimiento, ha participado en múltiples anuncios para diversas marcas, desde calzado deportivo, relojes, ropa, masajeadores, productos para el cuidado de la piel, portadas de revistas, etc.
Cheng cambia de look e imagen para cada álbum, lo que le permite ganar una gran atención y reconocimiento por parte de los profesionales de la música y el público. Sammi es una pionera en la coloración del cabello y ha sido elegida como una de las diez celebridades más de moda en Hong Kong.[cita requerida] Ha sido contratada y respaldada por muchas empresas. Estos patrocinios incluyen SK-II skin care y Mona Lisa bridal service.

### Descanso (2005-2007)
En 2005, Cheng solo estrenó un largometraje y ningún proyecto musical. Se convirtió en representante de Veeko y Titus, una marca de moda y relojes en Hong Kong, respectivamente. También comenzó a escribir las columnas de los sábados para la revista Mingpao. En 2006, lanzó otro álbum de grandes éxitos, pero sin temas nuevos. Se tomó este descanso para recuperar su energía en la industria del entretenimiento.
Durante esta pausa de más de mil días, reflexionó sobre su vida y se convirtió en una cristiana renacida.

### GiraShow Mi
Después de tomarse un descanso de unos 2 años, volvió a reinventarse y celebró su sexto concierto en HK del 18 al 25 de mayo de 2007, titulado Show Mi ( Mi es el apodo de SamMI que le dan sus aficionados). Debido a la gran demanda de entradas, las cuatro funciones se ampliaron a ocho. Volvió a actuar a la edad de 34 años e invitó a sus compañeros Andy Lau y Denise Ho a actuar con ella. Al final del primer espectáculo, el público siguió gritando "bis" durante 15 minutos hasta que Sammi volvió a salir y cantó "Our Theme Song" (我們的主題曲). El concierto se amplió a la gira Show Mi. (我們的主題曲).
Regreso con muchos más conciertos celebrados en Hong Kong, Macao, China continental, Taiwán, Singapur, Malasia, Canadá, Estados Unidos, Australia, etc. También siguió trabajando en películas y protagonizando anuncios publicitarios.

### Trabajo solidario
En 2003, Cheng actuó en el Concierto 1:99 para recaudar fondos para las familias afectadas por el SARS. Participó en el esfuerzo de apoyo a la tormenta de invierno de 2008 en China, donde muchos artistas, incluidos Andy Lau, Alan Tam, Kelly Chen, etc. grabaron una canción llamada Warmth in the Snow (Calor en la nieve) en apoyo de los afectados por la tormenta. También participó en la campaña de recaudación de fondos Artistes 512. En abril de 2008 participó en las actividades de World Vision.Viajó a Laos con su compañera cantante Gigi Leung, también voluntaria de World Vision, para conocer de primera mano la lucha de la gente y los niños locales. También visitaron a los niños de la zona para conocer mejor su situación, en la que faltan alimentos y suministros. Cuando Sammi regresó a Hong Kong, ella y Leung fueron invitadas a un programa de radio 903 para hablar sobre la experiencia; ella respondió anunciando que había "adoptado" a 24 niños.

## Premios y reconocimientos
Sammi fue nominada nueve veces en los Premios del Cine de Hong Kong a la mejor actriz, desde su interpretación en Needing You (2001), triple nominación en 2002 por Fighting for Love, Wu Yen y Love on a Diet, en 2006 por Everlasting Regret, en 2012 por Romancing in Thin Air, en 2013 por Blind Detective y doble nominación en 2019 por Fagara y Fatal Visit, pero no consiguió ganar ninguna hasta ahora. Esto la convirtió en la actriz con más nominaciones como mejor actriz en la historia de los Premios de Cine de Hong Kong, pero sin ninguna victoria. También había recibido 3 nominaciones anteriores (por las películas Needing You, My Left Eye Sees Ghost y Blind Detective) como mejor actriz en los Golden Horse Awards de Taiwán, los premios más prestigiosos del cine en lengua china. En 2002 ganó el premio a la mejor actriz de la Sociedad de Críticos de Cine de Hong Kong por su papel principal en Wu Yen.
Por su contribución a la industria cinematográfica de Hong Kong y por haber protagonizado más de 30 películas, fue galardonada con el premio "Excelencia en el cine asiático" en la 11.ª edición de los Asian Film Awards de 2017.

## Discografía

### Álbumes de estudio
| Fecha de lanzamiento | Nombre nativo                         | Nombre en inglés                                            | Tipo                       | Edición                      |
| -------------------- | ------------------------------------- | ----------------------------------------------------------- | -------------------------- | ---------------------------- |
| 1990                 | -                                     | Sammi                                                       | Cantonese                  | Capital Artists              |
| 1991                 | -                                     | Holiday                                                     | Cantonese                  | Capital Artists Ltd.         |
| 1992                 | -                                     | Never Too Late                                              | Cantonese                  | Capital Artists Ltd.         |
| 1992                 | 火熱動感                              | Red Hot Hits                                                | Cantonese                  | Capital Artists Ltd.         |
| 1993                 | 鄭秀文的快樂迷宮                      | Happy Maze                                                  | Cantonese                  | Capital Artists Ltd.         |
| 1993                 | 大報復                                | The Big Revenge                                             | Cantonese                  | Capital Artists Ltd.         |
| 1993                 | 火熱動感 - 93勁秋版                   | Red Hot Hits - '93                                          | Cantonese                  | Capital Artists Ltd.         |
| 1993                 | 愛情動感La La La                      | Love Hits La La La                                          | Mandarin                   | Capital Artists Ltd.         |
| 1994                 | 十誡                                  | Ten Commandments                                            | Cantonese                  | Capital Artists Ltd.         |
| 1994                 | 時間、地點、人物                      | Time, Location, People                                      | Cantonese                  | Capital Artists Ltd.         |
| 1994                 | 失憶                                  | Lost Memory                                                 | Cantonese                  | Capital Artists Ltd.         |
| 1995                 | 其後                                  | After                                                       | Cantonese                  | Capital Artists Ltd.         |
| 1995                 | 捨不得你                              | Missing You                                                 | Cantonese                  | Warner Music Hong Kong Ltd.  |
| 1995                 | 是時候新舊對照18首                    | It's Time 18 Songs Compilation                              | Cantonese                  | Capital Artists Ltd.         |
| 1995                 | 捨不得你 Remix                        | Missing You Remix                                           | Cantonese                  | Warner Music Hong Kong Ltd.  |
| 1996                 | 不要新舊對照17首                      | Don't Want 17 Songs Compilation                             | Cantonese                  | Capital Artists Ltd.         |
| 1996                 | 放不低                                | Cannot Let Go                                               | Cantonese                  | Warner Music Hong Kong Ltd.  |
| 1996                 | 捨不捨得                              | -                                                           | Cantonese                  | Warner Music Hong Kong Ltd.  |
| 1996                 | 捨不捨得 Part 2                       | -                                                           | Cantonese                  | Warner Music Hong Kong Ltd.  |
| 1996                 | 小心女人卡拉EP                        | Beware of Women (Kara EP)                                   | Cantonese                  | Warner Music Hong Kong Ltd.  |
| 1996                 | 值得                                  | Worth It                                                    | Mandarin                   | Warner Music Hong Kong Ltd.  |
| 1996                 | 放不低卡拉OK                          | Cannot Let Go Karaoke                                       | Cantonese                  | Warner Music Hong Kong Ltd.  |
| 1996                 | 是時候@不要新舊對照35首               | It's Time@Don't Want 35 Songs Compilation                   | Cantonese                  | Capital Artists Ltd.         |
| 1996                 | 濃情                                  | Deep Passion                                                | Cantonese                  | Warner Music Hong Kong Ltd.  |
| 1996                 | 濃情卡啦EP Remix                      | Deep Passion Kara EP Remix                                  | Cantonese                  | Warner Music Hong Kong Ltd.  |
| 1996                 | X派對Remix Kara EP                    | X Party Remix Kara EP                                       | Cantonese                  | Warner Music Hong Kong Ltd.  |
| 1997                 | Sammi X Live 96鄭秀文X空間演唱會      | Sammi X Live 96                                             | Cantonese/Mandarin/English | Warner Music Hong Kong Ltd.  |
| 1997                 | 華納24K超極品音色系列 Volume One      | Warner Music 24k Compilation Volume One                     | Cantonese/Mandarin         | Warner Music Hong Kong Ltd.  |
| 1997                 | 為你等                                | Waiting for you                                             | Mandarin                   | Warner Music Hong Kong Ltd.  |
| 1997                 | 我們的主題曲                          | Our Theme Song                                              | Cantonese                  | Warner Music Hong Kong Ltd.  |
| 1997                 | 我們的主題曲卡拉OK精選                | Our Theme Song Karaoke Compilation                          | Cantonese                  | Warner Music Hong Kong Ltd.  |
| 1997                 | 生活語言                              | The Language of Living                                      | Cantonese                  | Warner Music Hong Kong Ltd.  |
| 1997                 | 兩情相悅                              | Made in Heaven                                              | Cantonese                  | Capital Artists Ltd.         |
| 1998                 | Sammi Star Show鄭秀文97演唱會         | Sammi Star Show                                             | Cantonese/Mandarin         | Warner Music Hong Kong Ltd.  |
| 1998                 | 生活語言卡拉OK精選                    | The Language of Living Karaoke Compilation                  | Cantonese                  | Warner Music Hong Kong Ltd.  |
| 1998                 | 華納24K超極品音色系列 Volume Two      | Warner Music 24k Compilation Volume Two                     | Cantonese/Mandarin         | Warner Music Hong Kong Ltd.  |
| 1998                 | 親愛的鄭秀文精選                      | Dear Sammi Cheng Compilation                                | Cantonese/Mandarin         | Warner Music Hong Kong Ltd.  |
| 1998                 | -                                     | Feel So Good                                                | Cantonese                  | Warner Music Hong Kong Ltd.  |
| 1998                 | 鄭秀文最好混音精選                    | The Best Remix Compilation                                  | Cantonese                  | Warner Music Hong Kong Ltd.  |
| 1999                 | 聽聞                                  | Heard of                                                    | Cantonese                  | Warner Music Hong Kong Ltd.  |
| 1999                 | 聽聞熱唱卡拉OK精選                    | Heard of Karaoke Compilation                                | Cantonese                  | Warner Music Hong Kong Ltd.  |
| 1999                 | 鄭秀文精精精選                        | Sammi Cheng Compilation                                     | Cantonese/Mandarin         | Warner Music Hong Kong Ltd.  |
| 1999                 | 我應該得到                            | I Deserve                                                   | Mandarin                   | Warner Music Hong Kong Ltd.  |
| 1999                 | 很愛很愛                              | Loving It                                                   | Cantonese                  | Warner Music Hong Kong Ltd.  |
| 1999                 | 多謝新曲+精選                         | Arigatou                                                    | Cantonese                  | Warner Music Hong Kong Ltd.  |
| 2000                 | 愛情故事新世紀精選                    | Love Story Compilation                                      | Mandarin                   | Warner Music Hong Kong Ltd.  |
| 2000                 | -                                     | Sammi I Concert 99                                          | Cantonese/Mandarin         | Warner Music Hong Kong Ltd.  |
| 2000                 | 去愛吧                                | Go Love                                                     | Mandarin                   | Warner Music Hong Kong Ltd.  |
| 2000                 | 多謝世紀卡拉OK精選                    | Arigatou Karaoke Compilation                                | Cantonese                  | Warner Music Hong Kong Ltd.  |
| 2000                 | -                                     | Ladies First                                                | Cantonese                  | Warner Music Hong Kong Ltd.  |
| 2000                 | 眉飛色舞國語精選輯                    | Overjoyed Mandarin Compilation                              | Mandarin                   | Warner Music Hong Kong Ltd.  |
| 2000                 | 愛是 ...                              | Love is...                                                  | Cantonese                  | Warner Music Hong Kong Ltd.  |
| 2001                 | 鄭秀文台北演唱會                      | Sammi Live in Taipei                                        | Mandarin                   | Warner Music Hong Kong Ltd.  |
| 2001                 | 華納皇牌極品HDCD精選34首              | Warner Music Mastersonic HDCD 34 Songs Essential Collection | Cantonese                  | Warner Music Hong Kong Ltd.  |
| 2001                 | 完整                                  | Complete                                                    | Mandarin                   | Warner Music Hong Kong Ltd.  |
| 2001                 | 粉紅                                  | Shocking Pink                                               | Cantonese                  | Warner Music Hong Kong Ltd.  |
| 2001                 | 心水選擇                              | Personal Selections                                         | Cantonese                  | Capital Artists Ltd.         |
| 2001                 | 鄭秀文903拉闊音樂會2001               | Sammi 903 Music is Live 2001                                | Cantonese/Mandarin         | Warner Music Hong Kong Ltd.  |
| 2001                 | 文歌與我                              | Songs and I                                                 | Cantonese                  | Capital Artists Ltd.         |
| 2001                 | 愛是...美麗                           | Love is... Beauty                                           | Cantonese                  | Warner Music Hong Kong Ltd.  |
| 2001                 | 鄭秀文卡拉OK冠軍曲                    | Sammi Cheng Karaoke Golden Songs                            | Cantonese                  | Warner Music Hong Kong Ltd.  |
| 2001                 | SammiX Dance Collection 新曲+精選19首 | SammiX Dance Collection 19 Songs Compilation                | Mandarin                   | Warner Music Hong Kong Ltd.  |
| 2001                 | 溫柔                                  | Tender                                                      | Cantonese                  | Warner Music Hong Kong Ltd.  |
| 2002                 | -                                     | Sammi Shocking Colors Live 2001                             | Cantonese/Mandarin         | Warner Music Hong Kong Ltd.  |
| 2002                 | 捨得                                  | Willing                                                     | Mandarin                   | Warner Music Hong Kong Ltd.  |
| 2002                 | 鄭秀文電影金曲精選                    | Sammi Cheng Movie Theme Songs Compilation                   | Cantonese                  | Warner Music Hong Kong Ltd.  |
| 2002                 | 電Party                               | Electricity Party                                           | Mandarin                   | Warner Music Hong Kong Ltd.  |
| 2002                 | -                                     | Becoming Sammi                                              | Cantonese                  | Warner Music Hong Kong Ltd.  |
| 2002                 | 談情說愛慈善演唱會                    | Let's Talk About Love Charity Concert                       | Cantonese/Mandarin         | Warner Music Hong Kong Ltd.  |
| 2002                 | -                                     | Wonder Woman                                                | Cantonese                  | Warner Music Hong Kong Ltd.  |
| 2003                 | 完全擁有鄭秀文                        | Complete Own Sammi Cheng                                    | Cantonese/Mandarin         | Warner Music Hong Kong Ltd.  |
| 2003                 | 美麗的誤會                            | Love is a Beautiful Misunderstanding                        | Mandarin                   | Warner Music Hong Kong Ltd.  |
| 2004                 | -                                     | La La La                                                    | Cantonese                  | Warner Music Hong Kong Ltd.  |
| 2004                 | Mi Century登峰造極世紀精選            | Best of Mi Century                                          | Mandarin                   | Warner Music Hong Kong Ltd.  |
| 2004                 | -                                     | Sammi vs Sammi                                              | Cantonese                  | Warner Music Hong Kong Ltd.  |
| 2004                 | Sammi VS Sammi鄭秀文04演唱會          | Sammi vs Sammi 2004 Concert                                 | Cantonese                  | Warner Music Hong Kong Ltd.  |
| 2006                 | -                                     | Sammi Ultimate Collection                                   | Cantonese/Mandarin         | Warner Music Hong Kong Ltd.  |
| 2007                 | 鄭秀文Show Mi 07演唱會紀念精裝專輯    | Sammi Cheng 2007 Hong Kong Concert Souvenir Album           | Cantonese/Mandarin         | East Asia Entertainment Ltd. |
| 2007                 | Show Mi鄭秀文2007演唱會               | Show Mi Sammi 2007 Concert                                  | Cantonese                  | East Asia Entertainment Ltd. |
| 2008                 | 鄭秀文極品精選LPCD Mastering          | Sammi Cheng LPCD Mastering Collection                       | Cantonese                  | East Asia Entertainment Ltd. |
| 2009                 | 東亞華星演唱會                        | East Asia Capital Artists Concert                           | Cantonese/Mandarin/English | East Asia Entertainment Ltd. |
| 2009.12.10           | 信                                    | Faith (CD + MOOV Live + MV DVD)                             | Cantonese/Mandarin/English | East Asia Entertainment Ltd. |
| 2010.01.15           | 望                                    | Hope (Book, CD+DVD)                                         | Cantonese/Mandarin         | East Asia Entertainment Ltd. |
| 2010.03.25           | 愛. Love Mi 演唱會                    | Love Mi Concert Live Karaoke 3DVD + Live 2CD                | Cantonese/Mandarin/English | East Asia Entertainment Ltd. |
| 2010.06.23           | 信者得愛                              | Faith (Mandarin Version) (CD + MV DVD)                      | Mandarin/English           | East Asia Entertainment Ltd. |
| 2010.09.17           | 水舞間 Water Of Love EP               | Water Of Love EP                                            | Cantonese/Mandarin         | East Asia Entertainment Ltd. |
| 2013.12.23           | 愛就是愛                              | Love is Love                                                | Cantonese/English          | East Asia Entertainment Ltd. |
| 2014.12.19           | -                                     | Miracle Best Collection                                     | Cantonese/Mandarin/English | East Asia Entertainment Ltd. |
| 2016.09.15           | -                                     | Fabulous - EP                                               | Cantonese                  | East Asia Entertainment Ltd. |
| 2017.02.14           | 裸 EP                                 | Nude - EP                                                   | Mandarin                   | East Asia Entertainment Ltd. |

## Álbumes en concierto
| Year | Nombre en chino                 | Nombre en inglés                         |
| ---- | ------------------------------- | ---------------------------------------- |
| 1997 | 鄭秀文X空間演唱會1996           | Sammi X Live '96                         |
| 1998 | 鄭秀文1997演唱會                | Sammi Star Show 1997                     |
| 2000 | -                               | Sammi i Concert '99                      |
| 2001 | 鄭秀文台北演唱會                | Sammi Cheng Live in Taipei               |
| 2001 | 鄭秀文903拉闊演唱會2001         | Sammi CR903 Music is Live 2001           |
| 2002 | -                               | Sammi Shocking Colours 2001 Concert Live |
| 2004 | Sammi vs Sammi 2004 演唱會      | Sammi vs Sammi 2004 Concert              |
| 2007 | Show Mi 鄭秀文2007演唱會        | Show Mi Live                             |
| 2010 | Love Mi 2009-2010 演唱會        | Love Mi Live                             |
| 2015 | 鄭秀文 TOUCH MI WORLD TOUR LIVE | Sammi Cheng Touch Mi World Tour Live     |
|      | TOTAL                           | 10                                       |

## Singles
| Año del álbum | Título del álbum                        | Sencillo(s) |
| 1990          | Sammi                                   | 1. 仍是你 2. 思念 3. 離別 |
| 1991          | Holiday                                 | 1. 不來的季節 2. Valentino 3. 醉鄉                                                                                                   |
| 1992          | Never Too Late                          | 1. Say U'll Be Mine 2. 娃娃看天下 3. 這夜我不願離開 4. 2gether                                                                       |
| 1993          | 快樂迷宮                                | 1. Chotto等等 2. 痴心等待 3. 一水隔天涯 4. 總算為情認真過 5. 衝動點唱                                                                |
| 1993          | 大報復                                  | 1. 大報復 2. 叮噹 |
| 1994          | 十誡                                    | 1. 十誡 2. 熱愛島 3. 薩拉熱窩的羅密歐與茱麗葉 4. 非一般愛火                                                                          |
| 1994          | 時間地點人物                            | 1. 其實心裡有沒有我 (duet with Andy Hui)                                                                                             |
| 1994          | 失憶                                    | 1. 失憶 2. 苦戀 3. 給最傷心的人 4. 達文西的情人                                                                                      |
| 1995          | 其後                                    | 1. 折翼天使 2. 內心戲 3. 再見 |
| 1995          | 捨不得你                                | 1. 男仕今天你很好 2. 捨不得你 3. 愛的輓歌                                                                                            |
| 1996          | 放不低                                  | 1. 小心女人 2. 放不低 3. 不拖不欠 |
| 1996          | 值得                                    | 1. 值得 |
| 1996          | 濃情                                    | 1. X派對 2. 默契 3. 猶豫 |
| 1997          | 為你等                                  | 1. 癡癡為你等 2. 承諾 3. 念念不忘 |
| 1997          | 我們的主題曲                            | 1. 非男非女 2. 我們的主題曲 |
| 1997          | 生活語言                                | 1. 星「秀」傳說 (Everyone is a superstar) 2. 親密關係 3. 表演時間 4. 忘記巴黎                                                        |
| 1998          | Feel So Good                            | 1. Feel So Good 2. 理想對象 3. 哭泣遊戲                                                                                              |
| 1998          | 聽聞                                    | 1. 祝你快樂 2. 寵物 |
| 1999          | 我應該得到                              | 1. 缺席 2. 我應該得到 3. 出界 |
| 1999          | 很愛很愛                                | 1. 發熱發亮 2. 插曲 3. 宿命主義 |
| 2000          | 多謝                                    | 1. Arigatou 2. 失戀有根據 |
| 2000          | 去愛吧                                  | 1. 至理名言 2. 不准哭 |
| 2000          | 眉飛色舞                                | 1. 眉飛色舞 |
| 2000          | Ladies First                            | 1. 感情線上 2. Ladies First 3. 煞科                                                                                                  |
| 2000          | Ladies First (Taiwan/Singapore Edition) | 1. 不傷心 2. 可能不可能 |
| 2000          | Love Is...                              | 1. 如何掉眼淚 2. 獨家試唱 3. 愛是...                                                                                                 |
| 2000          | Love Is... Wu Yen Soundtrack AVCD       | 1. 情無獨鍾 |
| 2001          | 粉紅                                    | 1. 醫生與我 2. 終身美麗 3. 螢光粉紅                                                                                                  |
| 2001          | 完整                                    | 1. 獨一無二 2. 魅力燃燒 |
| 2001          | 溫柔                                    | 1. 交換溫柔 2. 跳傘 3. 玻璃鞋 |
| 2002          | 捨得                                    | 1. 天衣無縫 2. 捨得 |
| 2002          | Becoming                                | 1. 上一次流淚 2. 心肝命椗 |
| 2002          | My Left Eye Sees Ghost Soundtrack       | 1. 回來我身邊 |
| 2002          | Wonder Woman                            | 1. 相信自己 2. 實不相瞞 3. 神奇女俠                                                                                                  |
| 2003          | 完全擁有鄭秀文                          | 1. 落錯車 2. 戀上你的床 3. 大暴走 |
| 2003          | 美麗的誤會                              | 1. 每天愛你少一些 2. 美麗的誤會 |
| 2004          | La La La                                | 1. 調情 2. 世界之最(你願意) 3. 傷 |
| 2004          | Sammi Vs Sammi                          | 1. 多得他 2. 喜歡戀愛 |
| 2007          | 鄭秀文07香港演唱會紀念精裝專輯          | 1. 愛情萬歲 2. Mi |
| 2008          | 劍雪                                    | 1. 劍雪 |
| 2009          | Faith 信                                | 1. 有一種快樂 2. 罪與罰 (Featuring 24HERBS) 3. 信者得愛 (Featuring MC仁) 4. Forgiveness (英) (Featuring 24Herbs)                     |
| 2009          | Hope 望                                 | 1. 叮叮噹 2. 捉迷藏 |
| 2010          | 信者得愛                                | 1. 信者得愛 (國) (Featuring MC HotDog) 2. 罪與罰 (國) (Featuring 吳建豪) 3. 愛 4. 不要驚動愛情 (國) 5. 一步一步愛 (Featuring 陳奐仁) |
| 2011          | Feels Like It's Natural                 | 1. Feels Like It's Natural |
| 2011          | 高海拔之戀II                            | 1.Do Re Mi (國) 2.Do Re Mi (粵) |
| 2014          | Miracle Best Collection                 | 1. Bang Bang Bang |
| 2016          | Fabulous                                | 1.衝過去 2.犀利 3.八公里 4.我不是歌手 5.浮雕 6.Fabulous                                                                              |
| 2017          | 裸                                      | 1.我就是愛你不害怕 |
|               | Número total de sencillos               | 124 |

## Lista de canciones
| Año del álbum | Título del álbum            | Título de la canción                                       | Canción original                                | Artista original                        |
| 1990          | Sammi                       | 思念                                                       | 夢醒時分                                        | 陳淑華                                  |
| 1992          | Never too late              | It's Too Late                                              | It's too late                                   | Carole King                             |
| 1993          | 大報復                      | 叮噹                                                       | Ding Dong                                       | サザンオールスターズ                    |
| 1993          | 快樂迷宮                    | 1. Chotto等等 2. 衝動點唱                                  | 1. チョット 2. 唯獨你是不可取替                 | 1. 大黒 摩季 2. 許志安                  |
| 1994          | 十誡                        | 1. 十誡 2. 薩拉熱窩的羅密歐與茱麗葉                        | 1. Shining In The Night 2. With                 | 1. Katsumi 2. 中島みゆき                |
| 1994          | 時間地點人物                | 其實心裡有沒有我 (duet with Andy Hui)                      | 誰說我不在乎                                    | 高明駿 / 陳艾湄                         |
| 1994          | 失憶                        | 1. 失憶 2. 苦戀                                            | 1. Jewelry Angel 2. 留什麼給你                  | 1. Access 2. 孫楠                       |
| 1995          | 捨不得你                    | 愛的輓歌                                                   | 孤獨の肖像1st                                   | 中島みゆき                              |
| 1997          | 我們的主題曲                | 唉聲嘆氣                                                   | Un Giorno Senza Te                              | Laura Pausini                           |
| 1997          | 生活語言                    | 纏綿                                                       | Move Closer                                     | Phyllis Nelson                          |
| 1998          | 聽聞                        | 愛你是我一生中理想                                         | 愛妳是我一生的理想                              | 吳國敬                                  |
| 1999          | 我應該得到                  | 永遠都不夠                                                 | Love Springs Eternal                            | Kurt Darren                             |
| 1999          | 很愛很愛                    | 不可多得                                                   | I could not ask for more                        | Edwin McCain                            |
| 2000          | 多謝                        | Arigatou                                                   | ありがとう                                      | Kokia                                   |
| 2000          | Ladies First                | 煞科/眉飛色舞                                              | 바꿔                                            | Lee Jung Hyun                           |
| 2001          | 完整                        | 獨一無二/獨家試唱                                          | 와                                              | Lee Jung Hyun                           |
| 2001          | 溫柔                        | 神化/天衣無縫                                              | 너                                              | Lee Jung Hyun                           |
| 2002          | 捨得                        | 808                                                        | 첫사랑                                          | 임현정                                  |
| 2002          | 真的用了心                  | 愛了就算                                                   | 愛了就算                                        | 成龍 / 蘇慧倫                           |
| 2004          | Sammi vs Sammi              | 1. 多得他 2. 喜歡戀愛(More Than One Words Version) 3. 灰色 | 1. Superwoman/多得他 2. 喜歡戀愛 3. 灰色        | 1. Karyn White/王菲 2. 盧巧音 3. 林憶蓮 |
| 2009          | Faith 信                    | 1. 信者得愛 (Featuring MC仁) 2. 不要驚動愛情               | 1. Life Is Good (인생은 즐거워) 2. 不要驚動愛情 | 1. Jessica H.O. (제시카 H.O.) 2. 高皓正 |
| 2013          | Love is Love                | 與神對話                                                   | Одиночество                                     | Слава                                   |
|               | TOTAL NUMBER OF COVER SONGS | 28                                                         |                                                 |                                         |

## Filmografía

### Películas
- Best of the Best (飛虎精英之人間有情) (1992) with Jacky Cheung - as Heidi.
- Feel 100% (百分百感覺) (1996) with Ekin Cheng - as Cherrie.
- Feel 100%....Once More (百分百o岩Feel) (1996) with Ekin Cheng - as Yen.
- Killing Me Tenderly (愛您愛到殺死您) (1997) with Leon Lai - as Cindy (朱金梅).
- The Lucky Guy (行運一條龍) (1998) with Stephen Chow - as Candy (葉玉芬).
- Needing You (孤男寡女) (2000) with Andy Lau - as Kinki.
- Summer Holiday (夏日的麼麼茶) (2000) with Richie Ren - as Summer.
- Wu yen (鍾無艷) (2001) with Anita Mui, Cecilia Cheung - as Wu Yen (鍾無艷).
- Fighting for Love (同居蜜友) (2001) with Tony Leung Chiu Wai - as Deborah (霍少棠).
- Love on a Diet (瘦身男女) (2001) with Andy Lau - as Mini Mo.
- Marry a Rich Man (嫁個有錢人) (2002) with Richie Ren - as Ah Me (阿 me).
- My Left Eye Sees Ghosts (我左眼見到鬼) (2002) with Lau Ching-Wan - as May (何麗珠).
- Infernal Affairs (無間道) (2002) with Andy Lau - as Mary.
- Love For All Seasons (百年好合) (2003) with Louis Koo - as Midget (滅絕).
- Good Times, Bed Times (戀上你的床) (2003) with Lau Ching-Wan, Louis Koo - as Carrie (屈小喬).
- Infernal Affairs III (無間道III：終極無間) (2003) with Andy Lau - as Mary.
- Enter the Phoenix (大佬愛美麗) (2004) - (cameo appearance) as the head waitress in a Chinese restaurant.
- Magic Kitchen (魔幻廚房) (2004) with F4's Jerry Yan, Andy Lau - as Yau (慕容優).
- Yesterday Once More (龍鳳鬥) (2004) with Andy Lau - as Mrs. To (盜太).
- Everlasting Regret (長恨歌) (2005) with Daniel Wu, Tony Leung Ka-Fai - as Wang Qi Yao (王琦瑤).
- Lady Cop & Papa Crook (大搜查之女) (2008) with Eason Chan, Richie Ren- as Molline Szeto.
- Romancing in Thin Air (高海拔之戀II) (2012) with Louis Koo.
- Blind Detective (2013) as Ho Ka-tung.
- Temporary Family (2014) as Charlotte.
- Triumph in the Skies (2015) as T.M.
- Love Contractually (2017) as Katrina.

### Series de televisión
- Life of His Own 浪族闊少爺(1991) : como 施敏
- File of Justice I 壹號皇庭 I (1992): como Fong Ga Kay (方家琪)
- Return of the Vampire 大頭綠衣鬥疆屍 (1993): como 飄雪/飄紅/Kitty
- Journey of Love 親恩情未了 (1994) : como 張家慧
- Detective Investigation Files II 刑事偵緝檔案 II(1995) : como Ivy
- Man's Best Friend 寵物情緣 (1999) : como Susan (歐子珊)
- The Monkey King: Quest for the Sutra 齊天大聖孫悟空 (2002): como (觀音大士)

### Programas de variedades
| Año  | Programa   | Notas                 |
| ---- | ---------- | --------------------- |
| 2017 | Ace vs Ace | (ep. 2.02) - invitada |